# Srí Lanka az 1980. évi nyári olimpiai játékokon
Srí Lanka a szovjetunióbeli Moszkvában megrendezett 1980. évi nyári olimpiai játékok egyik részt vevő nemzete volt. Az országot az olimpián 1 sportágban 4 sportoló képviselte, akik érmet nem szereztek.

## Atlétika
Férfi
| Versenyző                                                                     | Versenyszám     | Előfutam | Előfutam | Előfutam | Döntő   | Döntő    |
| Versenyző                                                                     | Versenyszám     | Idő      | Hely.    | Össz.    | Idő     | Helyezés |
| ----------------------------------------------------------------------------- | --------------- | -------- | -------- | -------- | ------- | -------- |
| Samararatne Dharmasena Kosala Sahabandu Newton Perera Appunidage Premachandra | 4 × 400 m váltó | 3:14,4   | 6.       | 17.      | kiesett | kiesett  |